# Пустињска клима
Пустињска клима је клима која је заступљена у свим пустињским пределима на Земљи. Због различитих услова и области у којима се простиру, издвајају се три типа пустињске климе:
- Клима тропских пустиња
- Клима вантропских пустиња
- Клима хладних пустиња